# Leonardo Vinci

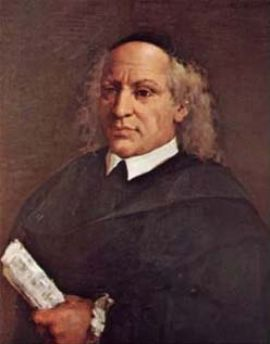
Leonardo Vinci

Leonardo Vinci (* um 1696 in Strongoli; † am 27. Mai oder 28. Mai 1730 in Neapel) war ein italienischer Komponist des Barocks und einer der bedeutendsten Vertreter der Neapolitanischen Schule.

## Leben

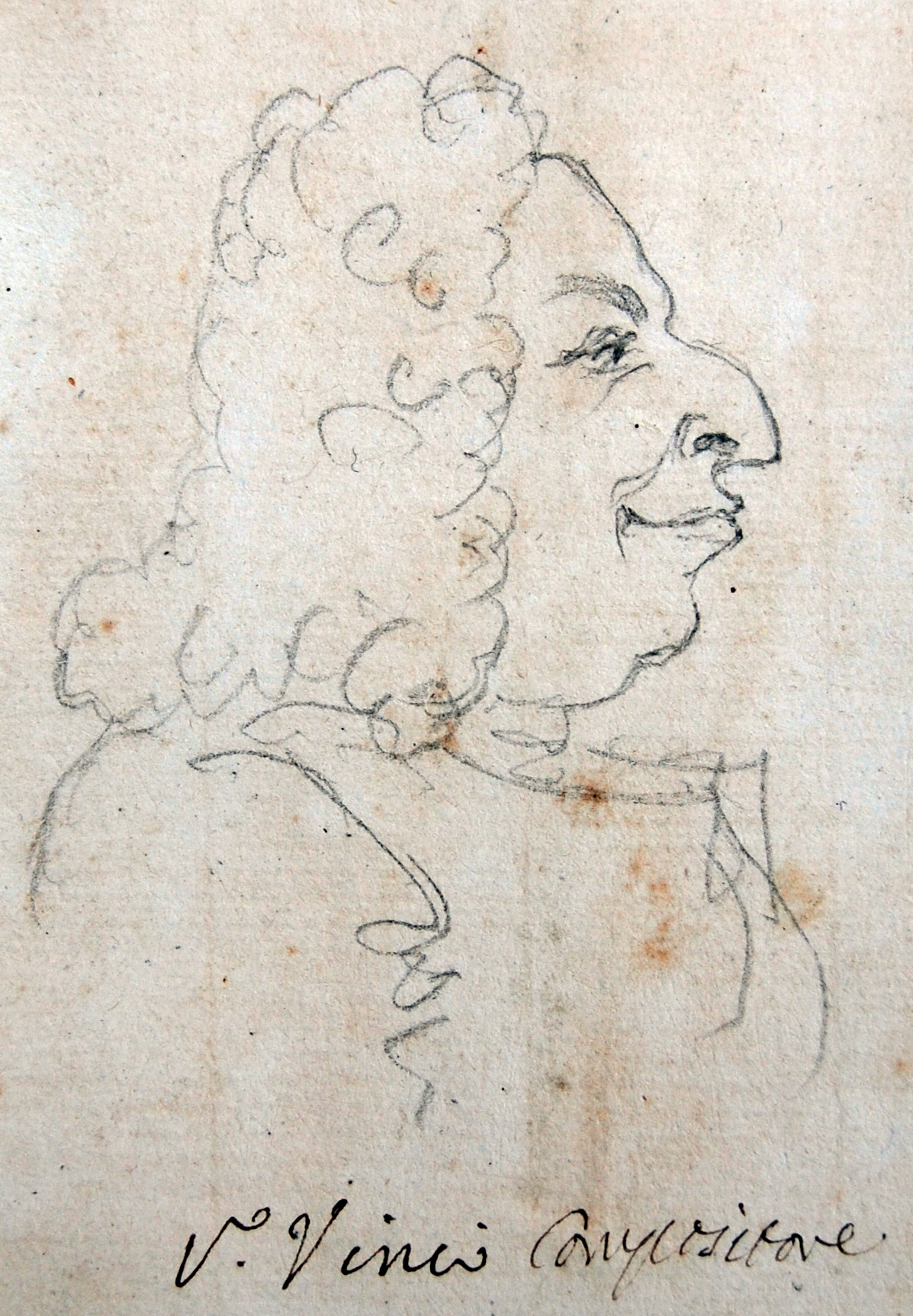
Leonardo Vinci, Karikatur von Pier Leone Ghezzi

Vinci wurde 1708 in das neapolitanische Conservatorio dei Poveri di Gesù Cristo aufgenommen, wo wahrscheinlich Gaetano Greco sein Lehrer war. 1719 trat er erstmals als Komponist an die Öffentlichkeit mit der „Commedia per musica“ (eine spezifisch neapolitanische frühe Form der Opera buffa) Lo cecato fauzo, deren Text in neapolitanischer Sprache verfasst ist. Sie wurde mit großem Beifall am Teatro dei Fiorentini aufgeführt, der ersten Adresse für komische Opern in Neapel. Für dieses Haus schrieb Vinci bis 1722 eine Reihe weiterer ähnlicher Werke, die bis auf Li zite ’ngalera verschollen sind. Vincis Ruhm als Komponist musikalischer Lustspiele öffnete ihm die Pforten der ernsten Oper. Auch seine erste Opera seria Publio Cornelio Scipione wurde mit großem Beifall empfangen. Rasch folgten Aufträge auch für auswärtige Bühnen, insbesondere Rom und Venedig. Nach dem Tode Alessandro Scarlattis wurde Vinci 1725 dessen Nachfolger als Pro-Vicemaestro der Königlichen Hofkapelle in Neapel. Sein Ruhm war inzwischen weit über Italien hinausgedrungen; so führte in diesem Jahr Georg Friedrich Händel in London ein Pasticcio auf, das er aus Arien Vincis zusammenstellte. Im Februar 1728 trat Vinci in die Rosenkranzbruderschaft der Kirche Santa Caterina a Formiello in Neapel ein und wurde kurz darauf Kapellmeister am Conservatorio dei Poveri di Gesù Cristo. Er gab dieses Amt nach wenigen Monaten an Francesco Durante ab, um sich wieder stärker der Opernkomposition widmen zu können. Er schloss Freundschaft mit dem Dichter Pietro Metastasio, von dessen Libretti, die während des ganzen 18. Jahrhunderts von zahlreichen Komponisten benutzt wurden, er einige als Erster vertonte: Siroe (1726 Venedig), Catone in Utica (1728 Rom), Semiramide riconosciuta und Alessandro nell’Indie (beide 1729 Rom). Am 4. Februar 1730 fand im Teatro delle Dame in Rom die Uraufführung des Artaserse statt, dessen Erfolg den aller seiner vorangegangenen Opern noch übertraf. Sie gilt als Vincis Meisterwerk. Wenig später ereilte den Komponisten ein plötzlicher und wahrscheinlich unnatürlicher Tod, dessen Umstände nie ganz geklärt werden konnten. Es heißt, er sei auf Grund einer Liebesaffäre vergiftet worden. Die Begräbniskosten übernahm die Rosenkranzbruderschaft der Kirche Santa Caterina a Formiello.

## Werke und musikalische Charakteristik
Vinci komponierte hauptsächlich Opern, daneben einige Oratorien, Kantaten und die Serenata La contesa de’ numi (1729). Reine Instrumentalmusik scheint ihn nicht interessiert zu haben. Die 12 Flötensonaten, die erstmals 1746 in London im Druck erschienen, dürften ihm von einem geschäftstüchtigen Verleger untergeschoben worden sein – ein Beweis für die Zugkraft von Vincis Namen auch nach dessen Tod.
Die komischen Opern, mit denen Vincis Laufbahn als Komponist begann, sind bis auf Li zite ’ngalera (Die Jungfrauen auf der Galeere; Neapel 1722) verschollen; letztere ist zugleich die älteste neapolitanische „Commedia per musica“, deren Partitur vollständig erhalten ist. Sein Schaffen auf dem Gebiet der Opera seria schließt zeitlich unmittelbar an das Alessandro Scarlattis an, mit dessen künstlerischen Prinzipien er weitgehend bricht. An die Stelle der Formenvielfalt, die Scarlattis Opern kennzeichnet, tritt bei Vinci ein starker Hang zur Vereinheitlichung. Die Opern bestehen in der Regel aus einer langen Kette von Da-Capo-Arien (meist um die 30 an der Zahl), die durch Rezitative verbunden werden. Dazu kommt gelegentlich ein Duett für die weibliche und männliche Hauptperson, das von der Gattungskonvention nicht zwingend vorgeschrieben ist. Von diesem Schema wich Vinci nur gelegentlich ab. So leitet die Ouvertüre zu Alessandro nell’Indie unmittelbar in die erste Szene über, die auf einem verlassenen Schlachtfeld spielt. In Ifigenia in Tauride (Venedig 1725) findet sich ein Terzett. Catone in Utica endet mit einem vom Orchester begleiteten Rezitativ, während dessen der Titelheld auf offener Bühne Selbstmord begeht (eine Szene, die beim zeitgenössischen Publikum für Aufruhr sorgte).
Während die Arien bei Scarlatti häufig nur von wenigen, sorgfältig ausgearbeiteten Instrumentalstimmen begleitet werden, bevorzugt Vinci das volle Streichorchester, das gelegentlich durch Oboen und Hörner verstärkt wird. Dabei ergibt sich eine klare Aufgabenteilung: Die tragende Melodie wird von den Violinen unisono gespielt, die übrigen Stimmen übernehmen die rhythmisch und harmonisch stützende Begleitung, die häufig eine rein mechanische Funktion hat. In Ritornellen finden sich Passagen ohne führende Melodien mit Arpeggios bewegt durch harmonische Fortschreitungen oder Crescendi auch kombiniert mit rasender Skala, eine Vorwegnahme der Mannheimer Rakete. Meist dient der klangvolle, flächige Orchestersatz als „Teppich“ für die Singstimme. Dieser galt Vincis Hauptaugenmerk. Dabei gelang es ihm häufig, den Text sehr wirkungsvoll zum Klingen zu bringen, besonders wenn es sich um Libretti von Metastasio handelt, dessen Verse für diese Art Musik wie geschaffen sind. Vincis Melodien sind meist kantig und heiter, dabei anmutig, und bestehen aus einer Anhäufung relativ unabhängiger Fragmente. Seine außergewöhnliche Begabung im Erfinden von Melodien, die den Kehlen der Sänger ebenso schmeicheln wie den Ohren des Publikums, ist wohl der Hauptgrund für Vincis großen Erfolg zu seinen Lebzeiten.

## Würdigung
Vincis ebenso glänzender wie eleganter Stil wurde zum Vorbild für eine ganze Generation von Opernkomponisten, insbesondere für Johann Adolph Hasse, den bedeutendsten Vertreter der Gattung nach Vincis frühem Tod. Metastasios Dichtungen und Vincis Musik haben das Erscheinungsbild der Oper im 18. Jahrhundert entscheidend geprägt. Die für Vinci kennzeichnenden, abgerundeten und symmetrischen Melodiebildungen, die er als einer der ersten in die Opernarie einführte, beeinflussten auch die Instrumentalmusik und bereiteten den musikalischen Stil der Klassik vor. Das ist sicherlich kein geringes Verdienst. Eine gerechte Würdigung dieses Komponisten wird freilich erst möglich sein, wenn zumindest einige seiner Opern wieder auf die Bühne zurückkehren. Die „historische Aufführungspraxis“ hat hier noch manchen Schatz zu heben. Ein erster Schritt dahin war allerdings die von Presse und Publikum äußerst wohlwollend aufgenommene Produktion seiner letzten Oper Artaserse (Rom 1730) nach dem berühmten Libretto von Metastasio durch die Musikwerkstatt Wien im Februar 2007. Das Label Virgin Classics veröffentlichte 2012 ebendiese Oper schließlich auch als erste Gesamteinspielung eines Werkes von Vinci. In der Aufnahme werden die ursprünglich für Kastraten geschriebenen Partien von Countertenören bzw. männlichen Sopranen übernommen. 2022 führte das Festival „Bayreuth Baroque“ Alessandro nell’Indie ebenso nur mit Countertenören szenisch auf.

## Werke
Die folgenden Angaben basieren auf der Werkliste bei Grove Music Online sowie den Datensätzen im Corago-Informationssystem der Universität Bologna.
Opern
- Lo cecato fauzo, „commedia per musica“ in drei Akten; Libretto: Aniello Piscopo; 19. April 1719, Teatro dei Fiorentini, Neapel; 11 Arien erhalten
- Le ddoie lettere, „invenzione per musica“ in drei Akten, Agniolo Birini; 9. Juli 1719, Teatro dei Fiorentini, Neapel; nicht erhalten
- Lo scassone, „capriccio per musica“ in drei Akten; ?Karneval 1720, Teatro dei Fiorentini, Neapel; 1 Arie erhalten
- Lo scagno, „fantasia marenaresca“ in drei Akten; Mitte 1720, Teatro dei Fiorentini, Neapel; nicht erhalten
- Lo castiello saccheato, „commedia per musica“ in drei Akten (zusammen mit Michele De Falco); Libretto: Francesco Oliva; 26. Oktober 1720, Teatro dei Fiorentini, Neapel; nicht erhalten
- Lo barone de Trocchia, „commedia per musica“ in drei Akten; 25. Januar 1721, Teatro dei Fiorentini, Neapel; nicht erhalten
- Don Ciccio, „commedia per musica“ in drei Akten; Libretto: Bernardo Saddumene; 6. September 1721, Teatro dei Fiorentini, Neapel; nicht erhalten
- Li zite ’ngalera, „commedia per musica“ in drei Akten; Libretto: Bernardo Saddumene; 3. Januar 1722, Teatro dei Fiorentini, Neapel
- La festa di Bacco, „commedia per musica“ in drei Akten; Libretto: Francesco Antonio Tullio; 29. August 1722, Teatro dei Fiorentini, Neapel, 10 Arien erhalten
- Publio Cornelio Scipione, „dramma per musica“ in drei Akten; Libretto: Bernardo Saddumene nach Agostino Piovene; 4. November 1722, Teatro San Bartolomeo, Neapel, mit Intermezzo Bacocco e Ermosilla; drei Arien erhalten;
- Lo labborinto, „commedia per musica“ in drei Akten; Libretto: Bernardo Saddumene; Karneval 1723, Teatro dei Fiorentini, Neapel; 3 Arien erhalten
- Silla dittatore (Il tiranno eroe), „dramma per musica“ in drei Akten; Libretto: Vincenzo Cassani; 1. Oktober 1723, Palazzo Reale, Neapel, mit Intermezzo Albino e Plautilla
- Farnace (erste Fassung), „dramma per musica“ in drei Akten; Libretto: Antonio Maria Lucchini; 8. Januar 1724, Teatro delle Dame, Rom
- La mogliere fedele, „commedia per musica“ in drei Akten; Libretto: Bernardo Saddumene; 14. Mai 1724, Teatro della Pace (Teatro Nuovo), Neapel; nicht erhalten
- Eraclea, „dramma per musica“ in drei Akten; Libretto: Silvio Stampiglia; 1. Oktober 1724, Teatro San Bartolomeo, Neapel
- Ifigenia in Tauride, „tragedia“ in fünf Akten; Libretto: Benedetto Pasqualigo; Karneval 1725, Teatro San Giovanni Crisostomo, Venedig; einige Arien erhalten
- La Rosmira fedele (Partenope), „dramma per musica“ in drei Akten; Libretto: Silvio Stampiglia; Karneval 1725, Teatro San Giovanni Crisostomo, Venedig; 1738 in Klagenfurt (Pasticcio); 1739 in Graz (Pasticcio)
- Il trionfo di Camilla, „dramma per musica“ in drei Akten; Libretto: Carlo Innocenzo Frugoni nach Silvio Stampiglia; Frühling 1725, Teatro Ducale, Parma; einige Arien erhalten
- Astianatte, „dramma per musica“ in drei Akten; Libretto: Antonio Salvi; 2. Dezember 1725, Teatro San Bartolomeo, Neapel, mit Intermezzo Urania e Clito
- Didone abbandonata, „dramma per musica“ in drei Akten; Libretto: Pietro Metastasio; 14. Januar 1726, Teatro delle Dame, Rom; 1734 in Perugia; 1735 in Jaroměřice; 1737 bearbeitet von Georg Friedrich Händel (→ Didone abbandonata (Händel))
- Siroe re di Persia, „dramma per musica“ in drei Akten; Libretto: Pietro Metastasio, Februar 1726, Teatro San Giovanni Crisostomo, Venedig; 1728 in Verona; 1730 in Macerata; 1734 in Prag
- L’Ernelinda (La fede tradita), „dramma per musica“ in drei Akten; Libretto: Francesco Silvani; 4. November 1726, Teatro San Bartolomeo, Neapel, mit Intermezzo Erighetta e Don Chilone nach Antonio Salvis L’ammalato immaginario; 1727 in Florenz; 1729 in Livorno
- Gismondo, re di Polonia (Il vincitor generoso), „dramma per musica“ in drei Akten; Libretto: Francesco Briani; 11. Januar 1727, Teatro delle Dame, Rom
- La caduta de’ Decemviri, „dramma per musica“ in drei Akten; Libretto: Silvio Stampiglia; 1. Oktober 1727, Teatro San Bartolomeo, Neapel, mit Intermezzo Flacco e Servilia nach Stampiglia
- Catone in Utica, „tragedia per musica“ in drei Akten; Libretto: Pietro Metastasio; 19. Januar 1728, Teatro delle Dame, Rom; 1729 in Florenz; 1730 in Livorno; 1732 in Neapel; 1746 in Venedig
- Medo, „dramma per musica“ in drei Akten; Libretto: Carlo Innocenzo Frugoni; Mai 1728, Teatro Ducale, Parma; 1735 als Pasticcio Medea riconosciuta in Wien
- Flavio Anicio Olibrio, „dramma per musica“ in drei Akten; Libretto: Pietro Pariati und Apostolo Zeno; 11. Dezember 1728, Teatro San Bartolomeo, Neapel, mit Intermezzo Il corteggiano affettato; 1740 in Jaroměřice; einige Arien und ein Terzett erhalten
- Semiramide riconosciuta, „dramma per musica“ in drei Akten; Libretto: Pietro Metastasio; 6. Februar 1729, Teatro delle Dame, Rom; 1733 bearbeitet von Georg Friedrich Händel (→ Semiramide riconosciuta (Händel))
- [Il] Farnace (zweite Fassung), „dramma per musica“ in drei Akten; Libretto: Antonio Maria Lucchini; 28. August 1729, Teatro San Bartolomeo, Neapel, mit Intermezzo L’amante geloso; einige Arien erhalten
- Alessandro nell’Indie, „dramma per musica“ in drei Akten; Libretto: Pietro Metastasio; 2. Januar 1730, Teatro delle Dame, Rom; 1731 in Livorno (Pasticcio), 1732 in Reggio nell’Emilia, 1732 in Florenz (Pasticcio), 1733 in Brescia, 1734 in Urbino, 1735 bearbeitet von Giovanni Battista Ferrandini in München, 1736 in Parma, 1740 in Lucca, 2022 im Markgräflichen Opernhaus Bayreuth
- Artaserse, „dramma per musica“ in drei Akten; Libretto: Pietro Metastasio; 4. Februar 1730, Teatro delle Dame, Rom; viele weitere Aufführungen in anderen Städten; 1734 bearbeitet von Georg Friedrich Händel (→ Arbace)
- Demofoonte, „dramma per musica“ in drei Akten; Libretto: Pietro Metastasio; Karneval 1741, Teatro Pubblico, Lucca[4]

Von Vinci zusammengestellte Pasticci
- Turno Aricino, „dramma per musica“ in drei Akten; Libretto: Silvio Stampiglia; 3. Dezember 1725, Teatro San Bartolomeo, Neapel; nicht erhalten
- Stratonica, „dramma per musica“ in drei Akten; Libretto: Antonio Salvi und Carlo De Palma; Frühling 1727, Teatro San Bartolomeo, Neapel; zwei Arien erhalten

Sonstige Bühnenwerke
- Le nozze di Nettuno l’equestre con Anfitrite, „introduzione per musica alla danza da rappresentarsi à cavallo“; Libretto: Carlo Innocenzo Frugoni, 22. Juli 1728, Teatro Farnese, Parma
- Cantata à 6, „serenata“, Herbst 1728, Rom?
- Arien in Massimiano, „tragedia cristiana“, Libretto: A. Marchese; 1729, Neapel
- La contesa de’ numi, „componimento drammatico“; Libretto: Pietro Metastasio; 25. November 1729, Palazzo Altemps, Rom;

Kantaten
- All’error d’un alma infida (per la Passione), für Sopran, Streicher und Basso continuo
- Amor di Citerea gentilissimo figlio, für Sopran und Basso continuo
- Dove sei che non ti sento (Olympia abbandonata), für Sopran und Basso continuo
- Finché in ciel saran le stelle, für Sopran, Violine und Basso continuo
- Mesta, oh Dio, fra queste selve, für Sopran/Alt, Streicher und Basso continuo
- Mi costa tante lagrime, für Sopran und Basso continuo
- Nice son io pur quello, für Sopran und Basso continuo
- Parto, ma con qual core (La partenza del Faustina), für Sopran und Basso continuo; 1723
- Peccatore, che fai? (Cantata morale), für Sopran, Alt, Streicher und Basso continuo
- Pendeva in dura croce (Cantata di Passione), für Sopran, Streicher und Basso continuo
- Per soggiogar la libertà di Roma (Orazio al ponte), für Bass und Basso continuo
- Silvan dimmi Silvano (Filli a Silvano che parte), für Alt und Basso continuo; 9. Juni 1727
- Tu partisti o del core, für Sopran und Basso continuo

Zweifelhafte Kantaten
- Del bel Tamigi in riva, für Sopran und Basso continuo (Benedetto Marcello?)
- Dite vedeste forse, für Sopran, Streicher und Basso continuo (Leonardo Leo?)
- È pure un gran portento, für Sopran und Basso continuo
- Fille tu parti oh Dio, für Sopran und Basso continuo (Alessandro Scarlatti?)
- Pietosa l’aurora in cielo, für Sopran und Basso continuo
- Veggo la selva e’l monte, für Sopran und Basso continuo; Text: Pietro Metastasio

Oratorien
- Le glorie del SS Rosario; 6. Oktober 1722, S Caterina a Formiello, Neapel
- Maria dolorata; ?6. Oktober 1725, S Caterina a Formiello, Neapel
- Oratorium für vier Stimmen (Maria, Angelo, Alba, Selim); 6. Oktober ?1727, S Caterina a Formiello, Neapel

Liturgische Werke
- Kyrie und Gloria für SSAATTBB, Trompete, Oboe, Streicher und Orgel
- Motetten
  - Agitata cum procella
  - De valle acquosa
  - Fera mumurat procella
  - In timida procella
  - Sum in medio tempestatum

Zweifelhafte geistliche Werke
- Messe A-Dur für fünf Stimmen und Orchester (Nicola Porpora?)
- Te Deum für vier Stimmen und Orchester
- Laudate Dominum
- Litanie della Beatissima Virgine
- Miserere für vier Stimmen und Orchester (früher Giovanni Battista Pergolesi zugeschrieben, wahrscheinlich von Vinci)

Instrumentalwerke
- neun Menuette in Menuets italiens des célèbres Léonardo Vinci, Scarlatti, Bononcini (Paris, 1737)
- einige Werke in 12 Solos, fl/vn, bc (hpd/vc) … by … Vinci and other Italian authors (London, um 1746)
- Toccata für Orgel